# 須玖遺跡群

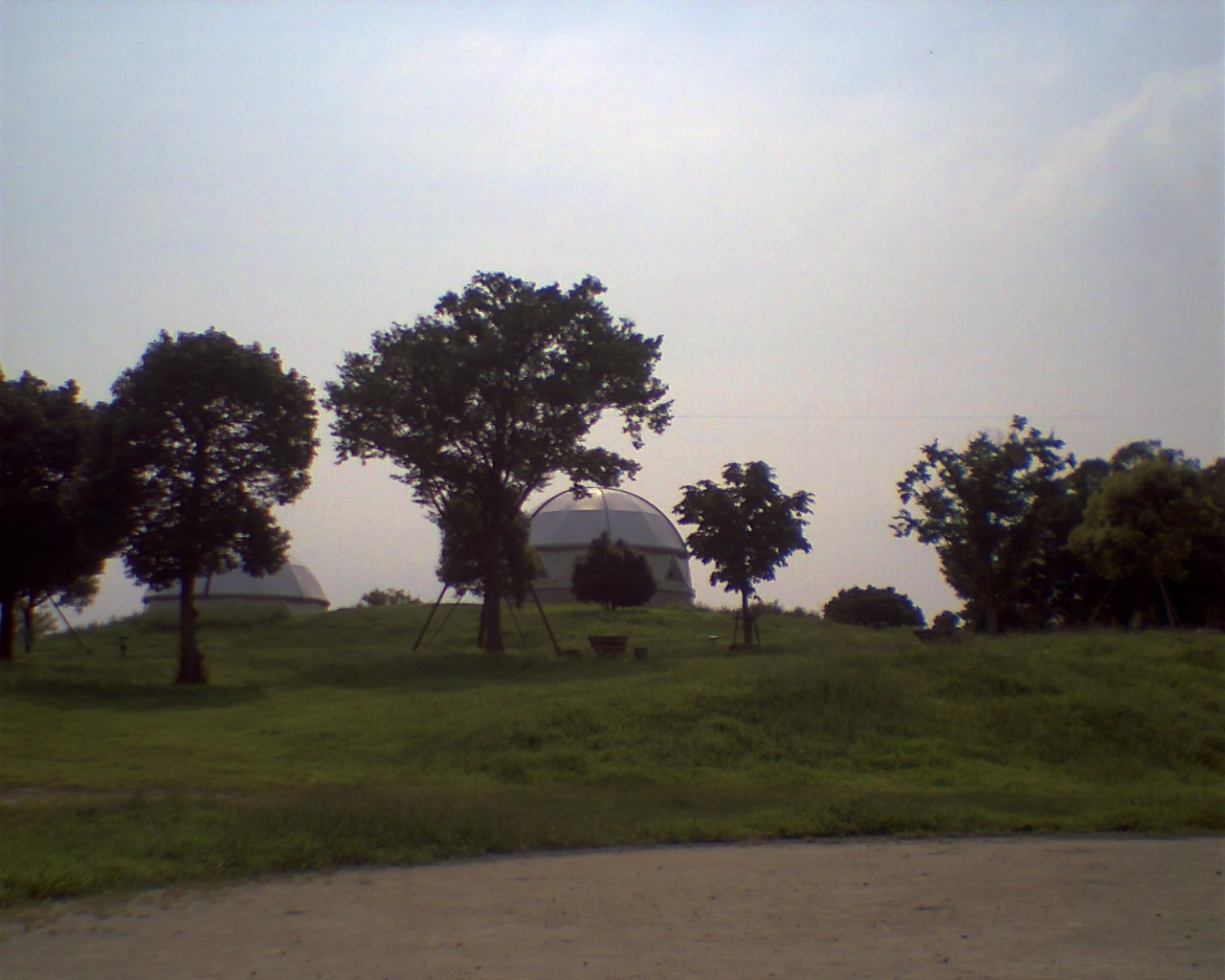
須玖岡本遺跡の覆屋

須玖遺跡群（すぐいせきぐん）は、福岡県春日市に所在する、弥生時代を中心とする60以上の複数遺跡（周知の埋蔵文化財包蔵地）の総称。王の墓域や青銅器生産遺構を持ち、国の史跡に指定された須玖岡本遺跡を中核として、古代奴国の中心地をなす大遺跡群であったと考えられている。

## 概要
JR南福岡駅の南西部に位置する、脊振山地から派生した春日丘陵北端の低台地帯（標高18.7～37.3メートル程度）には、東西1キロメートル×南北1.5～2キロメートル、約20000ヘクタールの範囲に弥生時代を中心とする60以上の遺跡がほとんど隙間なく広がっており、総称して須玖遺跡群と呼ばれている。
遺跡群内の須玖岡本遺跡は、1899年（明治32年）に王の墓域が発見されて以来、京都大学や九州大学・福岡県教育委員会・春日市教育委員会などが度々発掘調査を行い、青銅器生産工房等を伴う遺跡群の中枢となる弥生時代集落遺跡であることが明らかとなっている。須玖岡本遺跡の周囲には、日本で初めて弥生時代の青銅器生産工房跡が検出された須玖永田遺跡や、ガラス工房跡が検出された須玖五反田遺跡、青銅器鋳造に関わる遺物が多数検出された須玖坂本B遺跡などが分布している。
また遺跡群の南部から西部にかけて位置する、高辻遺跡・大谷遺跡・大南遺跡・竹ヶ本遺跡・赤井出遺跡では、各遺跡の間を画する谷戸を横断して連続して造られたと見られる大規模な溝状遺構が検出されており、当遺跡群は須玖岡本遺跡を中枢として周囲に環濠が廻る大環濠集落だったと見られている。
須玖遺跡群の北方の、那珂川・御笠川に挟まれた台地上には、比恵遺跡群や那珂遺跡群が連続的に所在し、青銅器生産遺構を持つことから、須玖遺跡群とその周辺は、弥生中期に奴国王の元で大陸からいち早く金属器生産技術を導入した先進文化地帯だった。
市内では、430余基のカメ棺が出土した豆塚山を筆頭に、伯玄社、岡本、一の谷、原遺跡など100基を越す遺跡が見つかっている。報告された市内のカメ棺は1700基近くある。これに長い年月の間に耕作や開墾のため未確認のまま破壊されたものや（例えば小倉堂園にも多くのカメ棺があったが、未調査のまま壊され何も残っていない）まだ地中に残ったままになっているカメ棺を合わせれば、その数倍かと思われる。
弥生時代中期末から後期にかけて、須玖遺跡群の坂本地区や五反田地区では青銅器やガラス器の鋳造遺跡が見つかっている。これらは場所や規模から、奴国の官営工房であると考えられている。これらの工房が成立したのは、奴国王が青銅、ガラスの原料の輸入を占有していたと考えられる。その材料をもって、祭器等を集中生産し、自国内の首長およびほかの地域の支配者に供給し彼らの要求を満たしていた。その範囲は北部九州沿岸地帯のみならず山陰中国西部、四国南西部、対馬に及び、韓国南部からも春日地域で生産された青銅器武器が見つかっている。

## 構成遺跡
遺跡群を構成する遺跡とその範囲は、発掘調査報告書ごとで分布図に若干の相違が見られるが、ここでは群域内のほぼすべての遺跡に付番がなされている春日市教育委員会2017年（平成29年）発行『須玖タカウタ遺跡3-第5次調査-（福岡県春日市須玖南所在遺跡の調査・春日市文化財調査報告書第77集）』に基づいて掲載している。
- 須玖黒田遺跡
- 須玖楠町遺跡
- 三十六遺跡
- 須玖唐梨遺跡
- 智者ヶ本遺跡
- 須玖五反田遺跡
- 須玖永田A遺跡
- 水町遺跡
- 須玖永田B遺跡
- 須玖タカウタ遺跡
- 須玖坂本B遺跡
- 須玖尾花町遺跡
- 上平田・天田遺跡
- 大坪遺跡
- 須玖岡本遺跡
- 須玖盤石遺跡
- 岡本ノ上遺跡
- 野添遺跡
- 草野遺跡
- 平若A遺跡
- 上散田遺跡
- 岡本ノ辻遺跡
- 赤井手遺跡
- 平若B遺跡
- 平若C遺跡
- 柚ノ木A遺跡
- 柚ノ木B遺跡
- クミイケ遺跡
- 石橋遺跡
- 竹ヶ本A遺跡
- 竹ヶ本B遺跡
- 竹ヶ本C遺跡
- 西方遺跡
- 寺屋敷A遺跡
- 寺屋敷B遺跡
- 仁王手A遺跡
- 仁王手B遺跡
- 豆塚山遺跡
- 藤波遺跡
- 大南B遺跡
- 堂園遺跡
- 伯玄社遺跡
- サヤノマエ遺跡
- ナライ遺跡
- 松添遺跡
- 宮の下遺跡
- 飛脊遺跡
- 一の谷A遺跡
- 一の谷B遺跡
- 一の谷C遺跡
- 原田B遺跡
- 原田C遺跡
- トバセ遺跡
- 林田遺跡
- 大南A遺跡
- 大谷遺跡
- 原田A遺跡
- 高辻A～C遺跡
- 高辻E遺跡
- 高辻D・F遺跡
- ヲビラオ遺跡
- 小倉池ノ下遺跡
- 西平塚遺跡
- 西ヶ浦遺跡
- 立石遺跡
- 先ノ原B遺跡
- 寺田池北遺跡
- ケン牛遺跡
- 比恵尻遺跡
- 金付遺跡